# آدم بوتيك
آدم بوتيك ( (بالمجرية: Botek Ádám)‏ ؛ من مواليد 5 مارس 1997) هو متسابق قوارب الكانوي من سلوفاكيا. هو عضو في الجالية المجرية ‏ في سلوفاكيا.

## المسيرة الرياضية
في بطولة العالم 2017 في رايس، حصل على الميدالية الفضية في سباق كي-2 1000 مترمع بيتر جيل.
فاز بالميدالية البرونزية في سباق كي-4 500 متر في بطولة العالم في كانوي كاياك لعام 2019 ‏ بزمن مدته 1:20.96.
وفي نفس العام، حصل على ميداليتين فضيتين في بطولة أوروبا: سباق كي-4 500 متر ومع صامويل بالاي في كي-2 1000 متر.
في 2021، فاز بالميدالية البرونزية في الألعاب الأولمبية الصيفية 2020 مع فريق  سلوفاكيا المكون من صموئيل بالاي ودينيس ميشاك وإريك فلشيك وآدم بوتيك في سباق كي-4 500 متر بزمن قدره 1:23.534

## روابط خارجية
- آدم بوتيك على موقع الاتحاد الدولي للكانو (الإنجليزية)
- آدم بوتيك على موقع أوليمبيديا (الإنجليزية)